# Вашингтон (Њу Џерзи)
Вашингтон (енгл. Washington) град је у америчкој савезној држави Њу Џерзи.

## Демографија
По попису из 2010. године број становника је 6.461, што је 251 (-3,7%) становника мање него 2000. године.
| Група             | 2000.         | 2010.         |
| Белци             | 5.997 (89,3%) | 5.194 (80,4%) |
| Афроамериканци    | 261 (3,9%)    | 388 (6,0%)    |
| Азијати           | 97 (1,4%)     | 221 (3,4%)    |
| Хиспаноамериканци | 280 (4,2%)    | 549 (8,5%)    |
| Укупно            | 6.712         | 6.461         |